# Nabû-naṣir
Nabû-naṣir (auch Nabonassar, Nabobasser, Nebo-Adon-Assur) war von 747 bis 733 v. Chr. babylonischer König. Die in babylonischen Quellen vermerkte Mondfinsternis von 731 v. Chr. ermöglichte die genaue Datierung seiner Regierungszeit.

## Hintergrund
Im dritten Regierungsjahr von Nabû-naṣir kam in Assyrien Tiglat-Pileser III. an die Macht und zog noch im gleichen Jahr in seinem ersten Feldzug in die Region Akkad zu den Orten Rabbilu sowie Hamranu, um auf dem Rückweg die Götter-Statuen von Šapazza nach Assyrien zu entführen. Weitere Angriffe auf Babylonien folgten. Bei Borsippa kam es zu einer Schlacht zwischen Tiglat-Pileser III. und Nabû-naṣir.
743 v. Chr., im fünften Regierungsjahr von Nabû-naṣir, gelangte Humban-Nikaš in Elam auf den Thron. 733 v. Chr. starb Nabû-naṣir an einer Krankheit.

## Nabonassar-Ära
Der griechische Astronom Claudius Ptolemäus begann mit dem ersten Regierungsjahr von Nabû-naṣir seine chronologischen Berechnungen unter der Bezeichnung Ära Nabonassar (Anno Nabonassar). Als Startdatum wählte er den vermeintlichen Neujahrstag 1. Thot im ägyptischen Kalender, den ersten Tag der Jahreszeit Achet. Tatsächlich war der Neujahrstag jedoch an den heliakischen Aufgang von Sothis gebunden.
Der 1. Achet I fiel 747 v. Chr. auf den 18. Februar im gregorianischen Kalender. Claudius Ptolemäus datierte den Tag im proleptisch-julianischen Kalender auf den 26. Februar (Mittwoch). Den eigentlichen Neujahrstag, das Hervorkommen von Sothis, feierten die Ägypter 747 v. Chr. dagegen am 22. Peret I (10. Juli), dem 1. Wepet-renpet im Sothis-Kalender.